# Método Bertillon

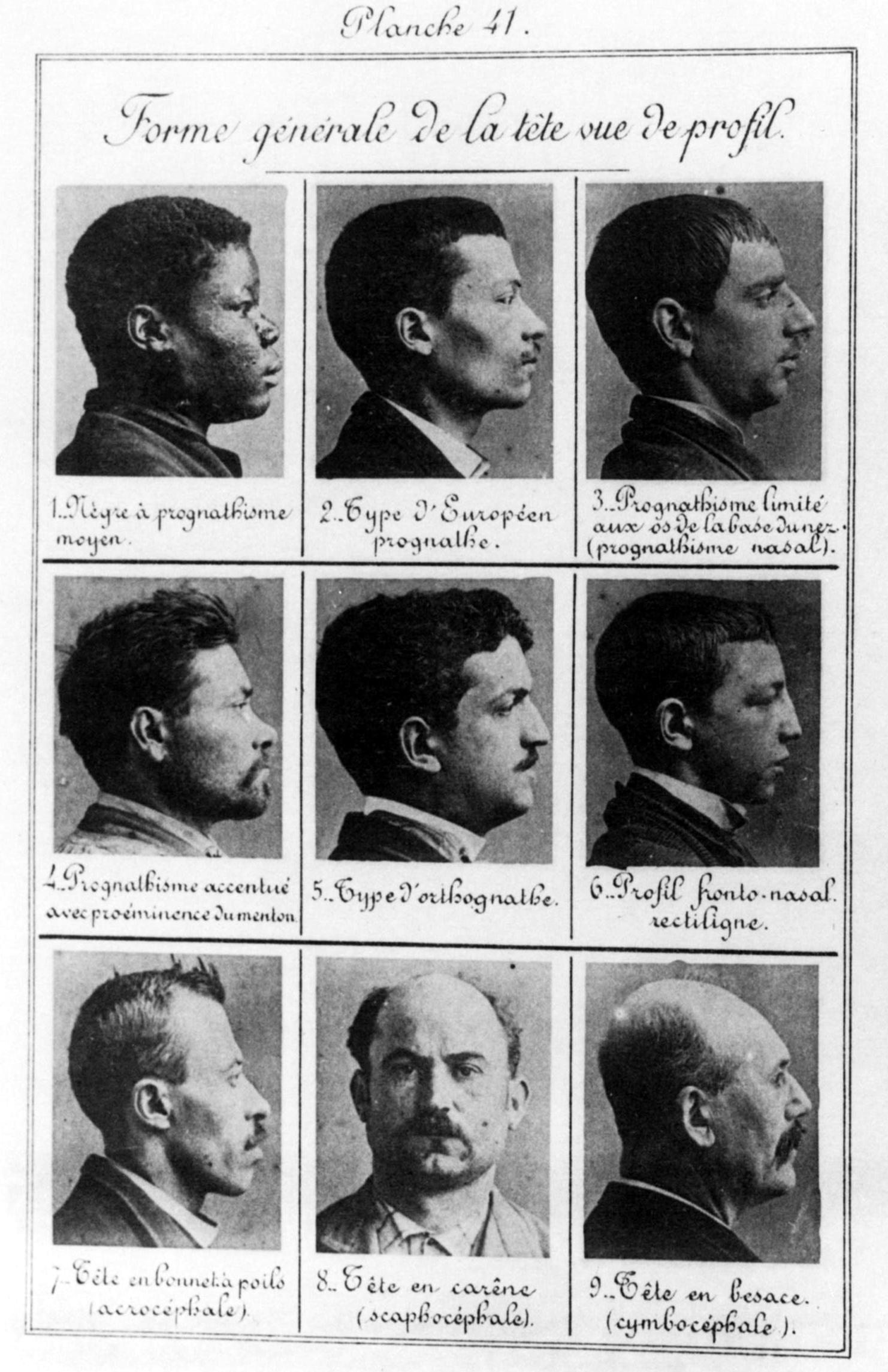
Tipos de perfiles. Placa publicada en Identification anthrométrique, 1893

El método Bertillon o "Bertillonaje" fue un procedimiento de identificación antropométrico desarrollado en 1880 por el antropólogo e integrante de la Prefectura de París Alphonse Bertillon (22 de abril de 1853, París, Francia - 13 de febrero de 1914, París, Francia. Este sistema fue creado con el propósito de poder identificar a los delincuentes, aunque fueran disfrazados o maquillados con tal de no poder ser reconocidos, mediante una clasificación y una precisa medición de todos los huesos del criminal (tras el desarrollo de la edad adulta). El Bertillonaje se basa en la idea de que, a pesar de que las medidas de un hueso de una persona coincidan con la del mismo hueso de otra, es muy poco probable que la estructura ósea de un humano sea exactamente igual a la de otro, es decir, en la homología proyectiva.

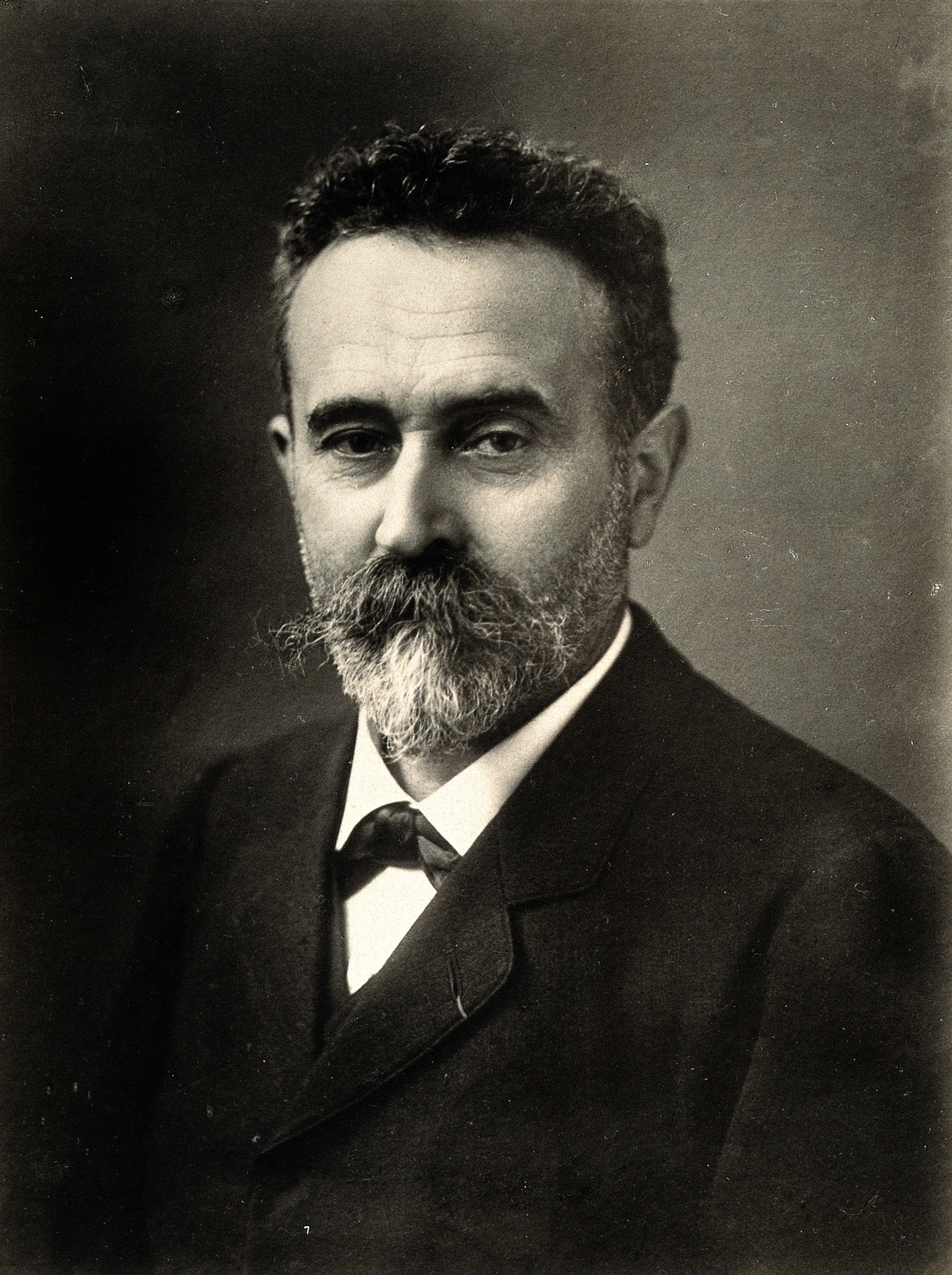
Retrato de Alphonse Bertillon

## Historia
En 1824 nació la fotografía por contacto tras el invento del heliógrafo por Joseph Nicéphore Niépce pero en 1838, Louis J. M. Daguerre inventa el daguerrotipo, que tardaba 30 minutos en positivarse. De esta forma, desde 1840 fue una de las herramientas empleadas por la policía en Francia para poder identificar a los delincuentes fotografiando su rostro junto a la ilustración dado que, a pesar de ser un método más rápido que el heliógrafo (que tardaba en exponerse de 3 a 4 horas y la imagen se configuraba en un soporte muy frágil: una placa de plata fina).
A inicios de esta práctica, las fotografías trataban de ser lo más objetivas posible a modo de funcionar como una carte de visite, sin embargo, se tomaban desde un solo ángulo - frontal - y eso no era suficiente para Alphonse Bertillon cuando accedió a la Prefactura en marzo de 1879. Además, ambos procedimientos conllevaban otros inconvenientes como la posibilidad de que los delincuentes hicieran muecas en el momento del retrato, que la iluminación en el estudio manipulara la imagen o que incluso el tamaño de la foto alterara las proporciones.

### El procedimiento
Así pues, Bertillon empezó a tomar medidas reales de la altura de los presos; la envergadura de los brazos abiertos y contorno del busto con la persona sentada; la longitud y anchura de la cabeza; longitud del dedo medio de la mano izquierda; del pie izquierdo y del antebrazo izquierdo. Entre estas medidas se incluía la de la cabeza; que se medía con un compás desde el entrecejo hasta la nuca y para la anchura de parietal a parietal. El dedo corazón lo media mediante un calibre de ángulo recto sobre la mano o el pie; y el antebrazo con él extendido sobre un tablero de medidas.
Los grupos de medidas categorizaban en larga, media y corta.

## Escuelas criminalistas
Dependiendo del procedimiento utilizado para evaluar cómo había podido llegar una persona a ser un criminal, se comprende que existen varias corrientes:

### Escuela clásica o liberal
Confiaban en que los humanos constan del libre albedrío de la misma forma, provocando que cualquier persona podría cometer actos ilegales como el asesinato o el robo. De esta forma, para poder evitar que se volviera a delinquir, solo hacía falta instrucción.

### Escuela positivista
Bajo la corriente filosófica del positivismo, en esta escuela postulaban que ser criminal es una condición de nacimiento de la que constan algunos humanos y hay que castigarlos por ello. De tal forma que si la predisposición natural de un individuo siempre ha estado ahí, era posible predecir quién iba a delinquir mediante el conocimiento físico y científico del encarcelado.
Esta escuela nació bajo la influencia de la frenología (Europa, sXVIII), que afirmaba que el cerebro constaba de veintisiete facultades diferentes las cuales dotaban de una forma u otra al contorno craneal según las que estuviese más desarrollada y de las que careciese.

### Escuela antropológica criminal
Nació en Italia en 1860 gracias al médico César Lombroso, que inicialmente se encargaba de perseguir bandidos en la milicia del Piamonte; que, en 1870, durante su trabajo como médico en un hospital psiquiátrico, empezó a analizar los cráneos de los criminales que encontró. De esta forma, en 1876, tras analizar a cuatrocientos delincuentes, publicó sus resultados en su libro titulado "L'Uomo delinquente". En esta publicación, concluye que "los rasgos fisiológicos de cada criminal corresponden y determinan el tipo de crimen que puede cometer, pues desde su nacimiento el delincuente está destinado a serlo sin posibilidad de cambiar"
Entre los criminales se ha podido determinar suficientemente la nariz del ladrón y la del estuprador. El ladrón presenta, en su mayoría, la nariz rectilínea (40.4 por l00); en bastantes casos cóncava (23.32 por 100); con base frecuentemente levantada (32.13 por 100); en muchas ocasiones, corta (30.92 por 100); larga (53.28 por 100); aplastada (31.33 por 100); y algunas veces desviada (37.6 por 100). Los estupradores tienen, casi siempre, la nariz rectilínea (54.5 por 100), aplastada (50 por 100) y desviada (50 por 100), pero de medianas dimensiones […]. Adviértase por consiguiente, que si el perfil rectilíneo y la dirección desviada distinguen la nariz del criminal de la del normal, la longitud, latitud y protuberancia caracterizan suficientemente entre sí a los diferentes tipos de criminales.

## Teoría de Bertillon
Antes de iniciar con sus estudios, Alphonse Bertillon se planteó una serie de puntos universales y estratégicos en el análisis de la imagen del delincuente:
1. El marcador: el sujeto de la fotografía. En este caso se trataría del criminal.
2. La representación: cómo se realizan estas imágenes.
3. El reconocimiento; codificación de las medidas tomadas mediante el calibre y la tabla de medidas junto a las fotografías tomadas.
4. La clasificación: descripción final determinante organizada por diferentes cate.[8] La ficha policial, lo cual ha sido revolucionario, incluye las fotografías del delincuente, datos personales, descripciones i medidas físicas, además de las características fisonómicas o marcas.

Como se lee en estos cuatro puntos, para poder "reconocer" o "identificar" a una persona (lo cual Bertillon considera como la capacidad fundamental de la fotografía) entran en juego los parámetros de la cámara (obturación, lente, diafragma) y las características químicas del soporte fotosensible.

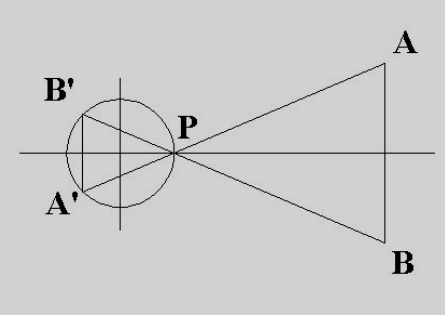
Principio proyectivo del sistema ocular humano.

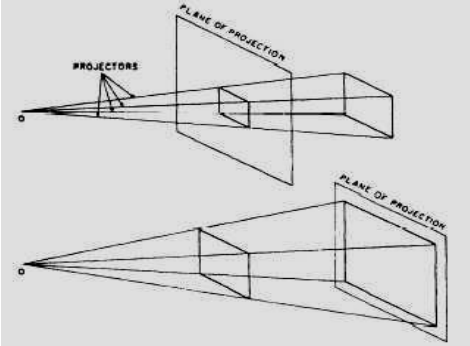
Geometría proyectiva de una cámara convencional (una sola lente que permite el acceso de una cantidad determinada de luz sobre un soporte fotosensible).

¿Cómo se puede entregar la imagen más inconfundible, la imagen que será la menos exigente para relacionarse con la primera? Pero, no es suficiente hacer sólo sobre las preguntas de los criminalistas. Hay que ir más allá para preguntar cuál es más clave desde una perspectiva fotográfica, para ser específico: «¿Cuáles son las reglas que en la fotografía hacen concebibles estas capacidades específicas, y la hacen poderosas para que la policía las utilice?» y: «¿Cuál es la idea de «semejanza» que produce la fotografía, y cuál es la idea de «prueba reconocible» a través de la fotografía?
Así pues, Bertillon estandarizo el método utilizando su propia homología proyectiva, es decir utilizando las imágenes realizadas de tal forma que se pudiera observar una relación de correspondencia entre diversas partes del cuerpo de la misma persona.  Para llevarlo a cabo, inicialmente, realizó una serie de ilustraciones para explicar el método de medición mediante la fotografía.
- Al sujeto en posición de soldado sin arma. Fotografía de perfil (cara interior de las manos tocando las caderas), fotografía frontal (cara interior de la mano hacia delante); fotografía posterior (donde se ve la cara exterior de la mano)
- Cara interna de los miembros superiores del sujeto (con él en posición de soldado sin arma). Fotografía cenital.
- Cara externa de los miembros superiores del sujeto (con él en posición de soldado sin arma). Fotografía cenital.
- Cara interna de la mano derecha del sujeto, a parte de la izquierda, (con él en posición de soldado sin arma). Fotografía cenital.
- Cara externa de la mano derecha del sujeto, a parte de la izquierda, (con él en posición de soldado sin arma). Fotografía cenital.
- Perfil del rostro del sujeto desde el lado derecho. Fotografía a la altura de la nariz del sujeto donde se observa la parte superior del cráneo hasta las clavículas. Ésta es una de las imágenes más importantes puesto que se estudiaba la forma de la nariz, la de las orejas, frente y cabeza muy meticulosamente
- Rostro frontal del sujeto. El centro de la lente está situado a la altura del lóbulo de la nariz.
- Tronco frontal del sujeto (en posición de soldado sin arma).
- Tronco posterior del sujeto (en posición de soldado sin arma).[9]

Finalmente, se limitó toda esta cantidad de posibles fotografías a las frontales y de perfil del rostro puesto que el retrato frontal permite identificar más fácilmente al delincuente, y el lateral de éste no cambia con la edad. Además del estudio de las fotografías, éste iba acompañado de todo el estudio de medición; las cuales quedaban registradas en forma de ficha de cada criminal.

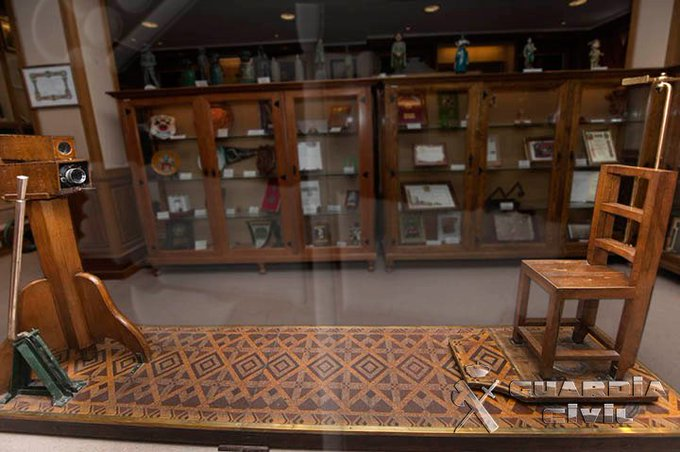
Silla Bertillon y cámara fotográfica en el museo de la Guardia Civil Española en Madrid

En su libro "La photographie judiciaire" señala que las fotografías deben realizarse por la mañana con una luz homogénea manteniendo el mismo punto de vista, distancia focal de la lente y distancia entre el sujeto y el fotógrafo.
Como tratar de mantener la misma postura con todos los criminales es complicado, Alphonse Bertillon creó la "silla Bertillon".
Además, el antropólogo, señala que no se puede alterar ninguna marca o característica fisonómica del sujeto ni antes, durante o después de  "la representación" (el momento de hacer la foto y cuando se revela).

### Silla Bertillon
Se trata de un asiento conformado por una barra trasera ajustable en forma de "L" invertida situada en la parte posterior del apoyo de la espalda, que sirve para poder mantener la cabeza del sujeto - junto a  su cuerpo - rígidamente. También integra un sistema de rotación que permite la realización de fotografías tanto de perfil como frontalmente sin la necesidad de que el preso cambie de posición o se mueva alterando el procedimiento.

## Resultados del método

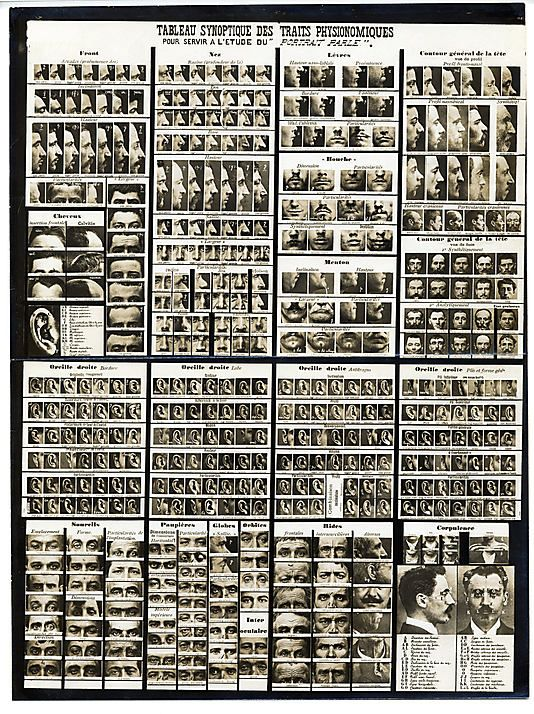
Tabla sinóptica de los rasgos fisonómicos realizada por Alphonse Bertillon

Así pues, con la intención de crear un sistema universal, simple y lógico para que todos los cuerpos policiales lo pudieran utilizar, Alphonse Bertillon creó un archivo fotográfico en el que se podían observar muchas de las características fisonómicas posibles de un sujeto: un cuadro sinóptico.
Además de ello, al tratarse de un estudio individual de cada preso, también modificó la ficha policial de entonces - que llega hasta la actualidad - añadiendo una imagen del rostro de perfil y otra frontal de cada persona.

### Decadencia del método
Como el bertillonaje no únicamente dependía de los factores técnicos de la cámara, sino que existía un factor humano en el proceso de medición, podían suceder errores entre los números de las medidas y los nombres de los presos.

#### El caso de Will y William West en Estados Unidos
El bertillonaje en Estados Unidos fue instaurado en 1887. En 1903, Will West, un hombre del noreste de Kansas que había cometido un delito menor, fue confundido con un hombre llamado William West en la Penitenciaría de Leavenworth. Ahí le informaron que ya estaba cumpliendo con su cadena perpetua en prisión cuando realmente no era así; su rostro era muy semejante al que estaba viviendo la condena más larga.
Este conocido error, supuso que el método Bertillon fuera complementado con la dactiloscopia, la identificación biométrica a través de las huellas dactilares, basado en un estudio realizado en 1882 por Francis Galton.

## El Bertillonaje en España
Barcelona fue la primera ciudad española que incorporó el bertillonaje puesto que en 1895, el Gobierno Civil de la ciudad condal creó el primer Gabinete Antropométrico y Fotográfico con la intención de identificar a posibles criminales y evaluar la condición 
fisiológica de los ya detenidos. Más tarde, en 1896, la Dirección de Instituciones Penitenciarias creó en las cárceles el Servicio de Identificación Antropométrico basado en el mismo método, expandiendo el bertillonismo por toda España.

## Biométrica en la actualidad

### Empleo en China
El reconocimiento facial está legislado por el marco de protección llamado "Ley de Ciberseguridad de las Personas de la Republica Popular de China" efectiva a partir del 1 de junio de 2017. Este documento legisla las operaciones en la red: desde su recopilación de datos, su uso y protección de la información personal; como la biométrica del rostro como aspecto identitario.

#### Ley de septiembre de 2019
En septiembre de 2019 entró en vigor una nueva ley en China que obligaba a las empresas de telecomunicaciones del país a registrar biométricamente a aquellos usuarios que cambiaran de teléfono. Así pues, la nueva norma está pretendiendo "proteger los derechos e intereses legítimos de los ciudadanos en el ciberespacio" puesto que su objetivo fundamental es evitar los delitos y fraudes informáticos o en la red.
Pese a las intenciones de seguridad nacional, ésta nueva ley compromete la privacidad de los usuarios dado que su funcionamiento se aplica tras firmar un contrato a un nuevo teléfono móvil o a una suscripción de datos móviles, donde, además de mostrar su tarjeta de identificación y tomarse fotos - como se hacía anteriormente -, se deben escanear el rostro para codificar la información aportada inicialmente y seguir, posteriormente, sus acciones en línea.

#### El caso del Instituto de Secundaria Nº11 - Hangzhou
En 2018 en el Instituto de Secundaria número 11 de la ciudad china de Hangzhou, Zhejiang, se instalaron cámaras Hikvision con tecnología de reconocimiento facial en las aulas, concretamente sobre las pizarras. Estas escaneaban los rostros de los estudiantes en tan solo 30 segundos y, después de que un programa analizara las imágenes, se clasificaban sus expresiones en 7 emociones (feliz, triste, decepcionado, molesto, asustado, sorprendido y neutro). Finalmente, un algoritmo, junto a la categorización de uno de los sentimientos, media su nivel de concentración y aportaba un puntaje - que acababa proyectado en un monitor del pasillo de la escuela.
En este caso no se utiliza la biométrica para determinar si una persona podrá cometer delitos o no según sus rasgos físicos o expresiones, sin embargo también se aplica un puntaje - que en vez de servir como porcentaje de probabilidad de criminalidad - permite comparar el rendimiento académico de las personas.
A pesar de que esta tecnología se haya extendido entre muchas instituciones educativas por toda la República Popular de China, a causa del cubrimiento de la mitad de la cara por el uso de las mascarillas por la pandemia del COVID-19, algunas escuelas han dejado de usarlo. El funcionamiento de las cámaras de reconocimiento facial se ralentizaba por la imposibilidad de analizar los rostros semicubiertos, comportando a largas colas y esperas para acceder a las aulas y dormitorios.